# 해우당
영주 해우당고택(榮州 海愚堂古宅)은 대한민국 경상북도 영주시 문수면 수도리의 무섬마을에 있는 조선 시대의 고택이다. 경상북도 민속문화재 제92호로 지정되어 있다. 고종16년(1879년) 의금부 도사를 지낸 해우당 김낙풍이 중건한 건물로 해우당의 현판은 흥선대원군의 글씨로도 유명하다.
경상북도 북부지방의 전형적인 ㅁ자형 구조 가옥으로 앞면의 대문을 중심으로 하여 옆에 큰사랑과 아래사랑을 두었다. 특히 오른쪽의 큰사랑은 지반을 높게 하여 원기둥에 난간을 돌려 누마루를 꾸몄다. 앞면 5칸의 안채와 양 옆에 부엌과 창고방을 두고 있어 조선 후기 ㅁ자형 가옥의 평면구조를 잘 갖추고 있는 집이다.